# Marmirolo
Marmirolo is een gemeente in de Italiaanse provincie Mantua (regio Lombardije) en telt 7380 inwoners (31-12-2004). De oppervlakte bedraagt 42,2 km², de bevolkingsdichtheid is 172 inwoners per km².
De volgende frazioni maken deel uit van de gemeente: Marengo, Pozzolo, San Brizio.

## Demografie
Marmirolo telt ongeveer 2866 huishoudens. Het aantal inwoners steeg in de periode 1991-2001 met 2,4% volgens cijfers uit de tienjaarlijkse volkstellingen van ISTAT.
| Jaar | Inwoneraantal |
| ---- | ------------- |
| 1991 | 7076          |
| 2001 | 7246          |

## Geografie
De gemeente ligt op ongeveer 29 m boven zeeniveau.
Marmirolo grenst aan de volgende gemeenten: Goito, Porto Mantovano, Roverbella, Valeggio sul Mincio (VR), Volta Mantovana.